# Mesonymphes hageni
Mesonymphes hageni là một loài côn trùng trong họ Nymphidae thuộc bộ Neuroptera. Loài này được Carpenter miêu tả năm 1929.